# Starsem
Das 1996 gegründete Unternehmen Starsem vermarktet Satellitenstarts mit der russischen Trägerrakete Sojus vom Weltraumbahnhof Baikonur und seit 2008 auch vom europäischen Weltraumbahnhof in Kourou. Sitz der Firma ist Évry bei Paris.
An Starsem sind die französisch dominierten Unternehmen Arianespace (15 %) und ArianeGroup (35 %), Russlands Raumfahrtbehörde Roskosmos (25 %) und der Hersteller der Rakete, RKZ Progress (25 %), beteiligt.
1999 beförderte Starsem unter anderem 24 Globalstar-Satelliten ins All, was einem Umsatz von einer Milliarde Franc entsprach.